# Erythrina orophila
Erythrina orophila är en ärtväxtart som beskrevs av Jean H.P.A. Ghesquière. Erythrina orophila ingår i släktet Erythrina och familjen ärtväxter. Inga underarter finns listade i Catalogue of Life.